# PDC Challenge Tour
Die PDC Challenge Tour ist eine Turnierserie im Dartsport, die von der Professional Darts Corporation (PDC) ausgetragen wird. Sie gilt als zweitwichtigste Turnierserie bei der PDC nach der PDC Pro Tour und wird aus diesem Grund auch als „Zweite Liga“ der PDC bezeichnet. Sie wurde 2014 zum ersten Mal ausgetragen.

## Historie
Bereits 2011 etablierte die PDC mit der PDC Youth Tour eine weitere Turnierserie neben der PDC Pro Tour, die dafür geschaffen wurde, jüngere Spieler gezielt zu fördern. Diese Turnierserie wurde 2013 fortgeführt, allerdings unter dem Namen PDC Unicorn Challenge Tour. Die Kriterien waren jedoch dieselben wie bei der Youth Tour zwei Jahre zuvor.
Am 11. Dezember 2013 war dann in der Pressemitteilung zum Anmeldebeginn für die PDC Qualifying School von einer PDC Challenge Tour die Rede, an der alle Spieler teilnehmen können, welche sich keine Tour Card erspielen konnten. Im Turnierkalender für 2014 zeigte sich dann, das die PDC Challenge Tour fortan eine von der PDC Youth Tour getrennte Tour sein wird, wenngleich sie stets am gleichen Wochenende stattfanden. Ab 2015 fanden immer vier oder fünf Challenge Tour-Turniere an einem Wochenende statt, sodass die Tour nun völlig alleinstehend war. Teilnahmeberechtigt sind alle Spieler, die in diesem Jahr an der Qualifying School teilgenommen und keine Tour Card gewonnen haben.

## Bedeutung der PDC Challenge Tour für weitere PDC Turniere
Die PDC Challenge Tour bietet den Spielern die Möglichkeit, sich für höherklassige Turniere und Turnierserien zu qualifizieren:
PDC Major Events
- PDC World Darts Championship – die zwei höchstplatzierten Spieler des Challenge Tour Rankings, die nicht auf anderem Weg qualifiziert sind, starten in der 1. Runde des Turniers
- Grand Slam of Darts – der bestplatzierte Spieler des Challenge Tour Rankings, der nicht auf anderem Wege qualifiziert ist, startet in der Gruppenphase des Turniers
- UK Open – die acht bestplatzierten Spieler des Challenge Tour Rankings des Vorjahres, die keine Tour Card erwerben konnten, starten in der 1. Runde des Turniers[5]
- World Masters – die acht bestplatzierten Spieler des Challenge Tour Rankings des Vorjahres, die sich keine Tour Card erspielen konnten, starten in der Gruppenphase des Turniers[6]

PDC Pro Tour
- PDC Tour Card – die zwei höchstplatzierten Spieler des Challenge Tour Rankings, die nicht auf anderem Wege eine Tour Card erspielt haben, erhalten eine 2-Jahres-Tour-Card
- PDC Players Championships – Sofern nicht alle Inhaber einer Tour Card an einem Turnier der Players Championships teilnehmen, wird das Teilnehmerfeld durch Spieler der Challenge Tour in Reihenfolge des aktuellen PDC World Rankings auf 128 aufgefüllt.[7]
- PDC Qualifying School – die Top 16 der Vorjahres Challenge Tour Rankings sind direkt teilnahmeberechtigt für die Endrunde, der sogenannten Final Stage, der Qualifying School und müssen nicht in der Vorrunde, der sogenannten First Stage, antreten.[8]

## Liste der PDC Challenge Tour-Saisons
| Jahr | Anzahl              | Spieler mit den meisten Siegen |
| ---- | ------------------- | --- |
| 2014 | 16                  | Alan Tabern, Colin Fowler, Mark Frost (je 3) |
| 2015 | 16                  | Jan Dekker (3) |
| 2016 | 16                  | Rob Cross (3) |
| 2017 | 20                  | Wayne Jones (3) |
| 2018 | 20                  | Michael Barnard (3) |
| 2019 | 20                  | Stephen Burton, Cameron Menzies, Jesús Noguera, Callan Rydz (je 2) |
| 2020 | 10                  | David Evans (2) |
| 2021 | UK: 12 European: 12 | UK: Darren Beveridge, Jim Williams, Jim McEwan, Adam Smith-Neale, Shaun McDonald, Jamie Clark, Martin Thomas, Matthew Dennant, Reece Robinson, Nathan Rafferty, James Richardson, Cameron Menzies (je 1) European: Matt Campbell, Steven Noster (je 2) |
| 2022 | 24                  | Scott Williams (4) |
| 2023 | 24                  | Berry van Peer (4) |
| 2024 | 24                  | Christian Kist (3) |
| 2025 | 24                  | Darius Labanauskas (3) |